# 横浜市立金沢小学校
横浜市立金沢小学校（よこはましりつ かなざわしょうがっこう）は、神奈川県横浜市金沢区町屋町26番26号にある市立小学校である。1873年（明治6年）に龍華寺の「知足学舎」として始まった。通称は「金小」（かなしょう）。

## 沿革

### 経緯
明治6年に洲崎の龍華寺に「知足学舎」として始まった。

### 年表
出典
- 1873年（明治6年） - 洲崎の龍華寺に「知足学舎」できる。
- 1875年（明治8年） - 柴村の小学舎を統合。
- 1892年（明治25年） - 野島学校を統合。
- 1893年（明治26年） - 「尋常高等金沢小学校」と改称。
- 1908年（明治41年） - 児童数増加により、授業を1日2回に分けて行う2部授業実施。
- 1909年（明治42年） - 洲崎の民家を借りて分教場をつくる。
- 1911年（明治44年） - 町屋に新しい校舎ができる。校章（旧）制定。
- 1912年（大正元年） - 旧校歌制定。
- 1923年（大正12年）
  - 時期不明 - 「金沢尋常高等小学校」と改称。
  - 9月1日 - 12時頃に関東大震災発生し、校舎が倒壊する。
  - 時期不明 - 関東大震災による校舎倒壊のため、町屋神社・称名寺・宝蔵院の境内で、屋外での「林間教授」が行われる。
- 1924年（大正13年）
  - バラック校舎をつくり、授業を2回に分けて行う。
  - 新校舎完成。
- 1936年（昭和11年）
  - 飛行機の格納庫だった建物をつくりかえて、「唱歌室」をつくる。
  - 「横浜市立金沢尋常高等小学校」と改称。
- 1941年（昭和16年） - 国民学校令により、「横浜市立金沢国民学校」と改称。
- 1944年（昭和19年） - 戦局の悪化により、初等科3年生以上の525名を中郡東秦野村に集団疎開をさせる。
- 1945年（昭和20年）
  - 更なる戦局の悪化により、入学式挙行後、直ちに学校閉鎖される。
  - 北側にあった校舎の8つの教室を、「鹿島航空隊」隊員の宿舎として使う。
  - 終戦により、集団疎開の児童が1年3か月ぶりに戻ってくる。
- 1947年（昭和22年） - 学制改革により、「横浜市立金沢小学校」と改称。
- 1949年（昭和24年）
  - 全校舎に水道がひかれる。
  - 児童図書館ができる。
- 1951年（昭和26年）
  - 児童の数が3435名まで増加したため、校舎を新しく増築したが追いつかず、1日2回に分けて授業を行う2部授業実施。
  - 八景小学校、文庫小学校がそれぞれ独立する。
- 1952年（昭和27年）
  - 八景小・文庫小の工事が終わり、職員・児童の引っ越しが全て完了。これによる2部授業も解消。
  - 完全給食開始。
- 1953年（昭和28年）
  - 暖房設備が完成する。
  - 創立80周年記念式典挙行。現在の校歌を制定。
- 1968年（昭和43年） - プールが完成し、プール開きが行われる。
- 1970年（昭和45年） - 現在の第2校舎（3階建て11教室）が完成する。
- 1974年（昭和49年）
  - 創立100周年記念式典挙行。
  - 第1校舎の西半分が新しくなり、今の第3校舎ができる。
- 1977年（昭和52年）
  - 特別教室（理科室・音楽室）と、普通教室3教室ができる。
  - 戦前からただ一つ残された木造校舎が取り壊される。
- 1982年（昭和57年） - 第1回の「全校砂遊び大会」が行われる。
- 1983年（昭和58年）
  - 時期不明 - 第1回の「全校たこあげ大会」が行われる。
  - 夏 - 箱根夏季学校が始まる。
- 1984年（昭和59年）
  - 家庭科室・玄関ができる。
  - 創立110周年記念式典挙行。
- 1986年（昭和61年） - 視聴覚室ができる。
- 1988年（昭和63年） - 体育館及びプール完成記念式典挙行。校庭の整備も行われ、スプリンクラーが設置もされる。
- 1993年（平成5年）
  - 裏庭に学年別の菜園が整備される。
  - 創立120周年のお祝い開催。
- 2000年（平成12年） - 総合的な学習の時間として「金沢タイム」が始まる。
- 2001年（平成13年） - はまっ子ふれあいスクールが始まる。
- 2002年（平成14年） - 学校週5日制が完全実施される。
- 2003年（平成15年） - 創立130周年のお祝い開催。
- 2009年（平成21年） - 各学級にデジタルテレビが配当される。
- 2011年（平成23年） - 各学級にエアコンが取り付けられる。
- 2013年（平成25年） - 創立140周年のお祝い開催。
- 2023年（令和5年） - 創立150周年記念の「みんなハッピー150バースデー」、「創立150周年式典」が行われる

## 学校教育目標
「創りだせ tomorrow わたしは challenger」

## 学校行事
| - 4月 始業式・入学式・マリンフェスタ - 5月 スポーツフェスタ - 6月 感謝の気持ちを伝える会 | - 7月 個人面談 - 8月 盆踊りフェスタ - 9月 日光修学旅行・上郷宿泊体験学習 | - 10月 愛川体験学習・オープンスクール - 11月 金沢区児童音楽会 - 12月 ジャンプフェスタ | - 1月 金沢区球技大会 - 2月 横浜市学力・学習状況調査 - 3月 卒業証書授与式 |

## 児童会活動・クラブ活動など
- ソフトボールクラブ
- 釣りクラブ
- パソコンクラブ
- 内スポ（バスケットボール・テニスなど）
- 外スポ（タグ取り・サッカーなど）
- 料理クラブ（新型コロナウイルス感染症の影響で中止。2023年復活）
- イラスト・工作クラブ
- その他

## 通学区域
出典
- 金沢区
  - 海の公園
  - 乙艫町
  - 洲崎町
  - 野島町
  - 八景島
  - 平潟町
  - 町屋町（1番1号～32番1号、32番3号～32番5号、32番12号～32番42号、33番～35番）

## 進学先中学校
- 横浜市立金沢中学校

## 交通
- 京急本線金沢文庫駅より徒歩16分
- 金沢シーサイドライン海の公園南口駅より徒歩6分